# Omphalestra mesoglauca
Omphalestra mesoglauca är en fjärilsart som beskrevs av George Francis Hampson 1902. Omphalestra mesoglauca ingår i släktet Omphalestra och familjen nattflyn. Inga underarter finns listade i Catalogue of Life.